# Редены (Страшенский район)
Редены (рум. Rădeni, Рэдень) — село в Страшенском районе Молдавии. Является административным центром коммуны Редены, включающей также сёла Драгушены и Замчоджь.

## География
Село расположено на высоте 101 метров над уровнем моря.
У села протекает река Икель.

## Население
По данным переписи населения 2004 года, в селе Рэдень проживает 979 человек (496 мужчин, 483 женщины).
Этнический состав села:
| Национальность | Число жителей | Процентный состав |
| -------------- | ------------- | ----------------- |
| молдаване      | 929           | 94.89             |
| румыны         | 38            | 3.88              |
| русские        | 5             | 0.51              |
| украинцы       | 4             | 0.41              |
| болгары        | 3             | 0.31              |
| Всего          | 979           | 100%              |